# Yassamin Ansari

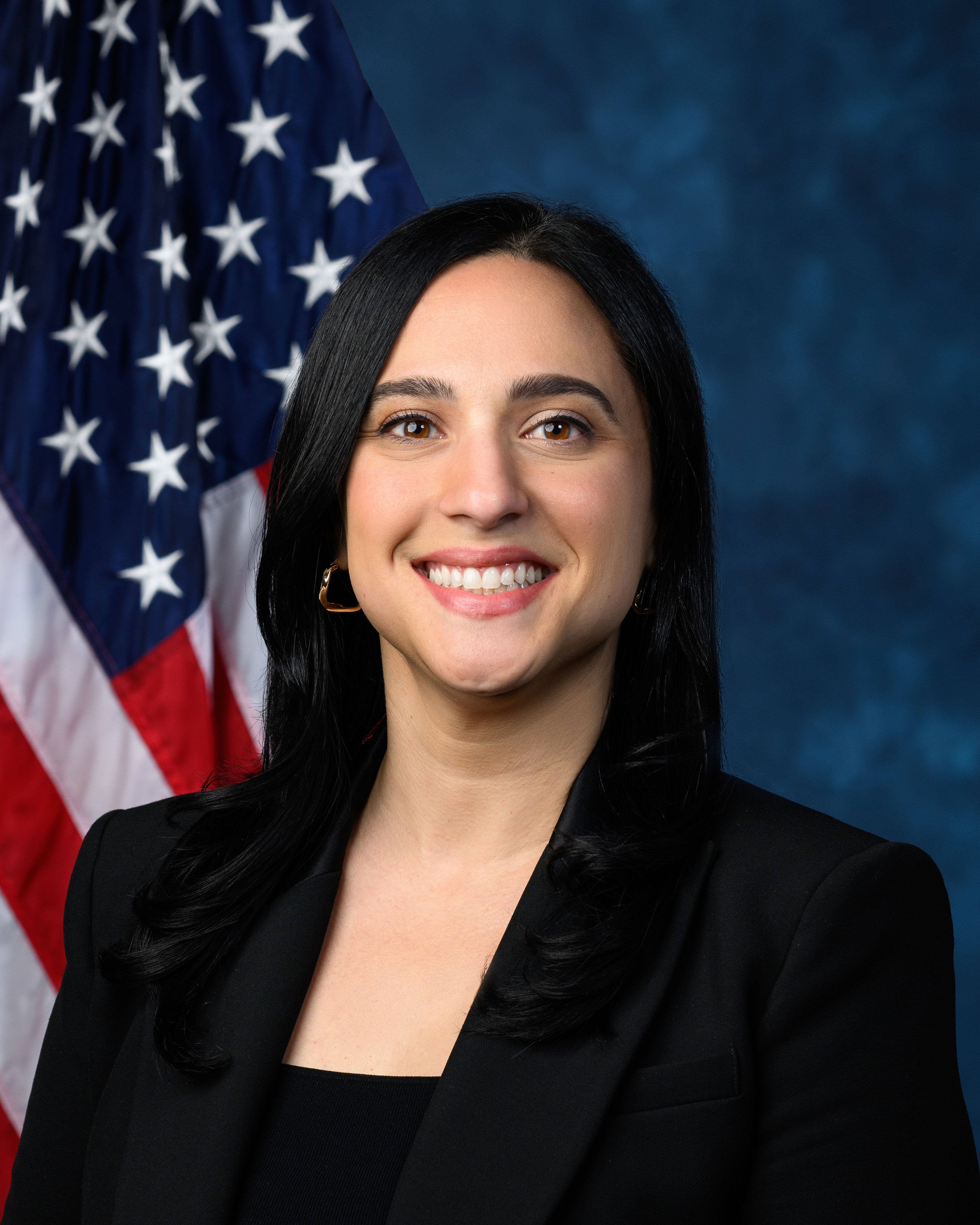
Yassamin Ansari 2025

Yassamin Ansari (* 7. April 1992 in Seattle) ist eine US-amerikanische Politikerin der Demokraten. Sie wurde 2024 gewählt, den 3. Kongresswahlbezirk Arizonas im Repräsentantenhaus der Vereinigten Staaten während des 119. Kongresses der Vereinigten Staaten zu vertreten.

## Leben
Sie ist die Tochter iranischer Einwanderer. Ansaris Großeltern waren vor der Islamischen Revolution 1979 aus dem Iran geflohen. Die in Seattle geborene Ansari wuchs in Scottsdale (Arizona) auf.
Ansari studierte zunächst an der Stanford University und dann der Universität Cambridge internationale Beziehungen. Sie schloss ihr Studium in Cambridge 2015 mit dem Grad eines Master of Philosophy (MPhil) ab. Während des Studiums war sie auch als Praktikantin beim Stab von Nancy Pelosi tätig und beriet nach dem Studium den Generalsekretär der Vereinten Nationen Ban Ki-moon zu Fragen des Klimawandels.
Sie ist unverheiratet, hat keine Kinder und ist nicht praktizierende Muslima, sondern betrachtet sich als Agnostikerin.

## Politische Karriere
Als Jugendliche hat sich Yassamin Ansari bereits als Organisatorin an der Wahlkampagne Barack Obamas während des Präsidentschaftswahlkampfes 2008 in Arizona beteiligt.
Bei den Wahlen 2020 wurde sie in einer Stichwahl mit 58,3 % für den 7. Wahlkreis der Stadt in den Stadtrat von Phoenix gewählt. Sie war 2021 beim Amtsantritt das bis dahin jüngste Mitglied im Stadtrat von Phoenix. 2023 wurde sie stellvertretende Bürgermeisterin der Stadt.
Ansari trat bei der Kongresswahl 2024 an, um Teile von Phoenix im Repräsentantenhaus zu vertreten und Ruben Gallego nachzufolgen, der bei der zeitgleichen Senatswahlen kandidierte. In der Vorwahl kam es wegen des engen Ergebnisses zu einer Nachzählung. Ansari gewann nach der Auszählung mit einem Vorsprung von nur 36 Stimmen. In der Hauptwahl zum 119. Kongress  besiegte Ansari den Republikaner Jeff Zink dann mit 70,2 % der Stimmen. Sie war damit nach der Republikanerin Stephanie Bice 2020 die zweite Irano-Amerikanerin, die in den Kongress der Vereinigten Staaten gewählt wurde.

### Positionen
Yassamin Ansari setzt sich gegen den Klimawandel ein.
Sie rief zu einer Verfassungsänderung auf, die das Recht auf einen Schwangerschaftsabbruch in der Verfassung von Arizona festschreiben sollte.
Sie erklärte, dass sie wie ihre Partei in Arizona für sichere Grenzen sei. Diese Fragen müsse jedoch klar von dem Umgang mit Immigranten in den Vereinigten Staaten getrennt werden. Sie sei gegen rassistische Maßnahmen wie Massendeportationen, die Donald Trump für seine zweite Amtszeit angekündigt hatte.